# Contile
Contile (in greco antico: Κονθύλη?, Konthýle) era un demo dell'Attica; non si sa con certezza dove fosse collocato, ma si ipotizza che si trovasse a sud-est della moderna Spata. Contile faceva parte di un'associazione di demi insieme ad Erchia e Citero.